# Norwegia na Zimowych Igrzyskach Olimpijskich 2006
Norwegię na Zimowych Igrzyskach Olimpijskich 2006 reprezentowało 69 zawodników. Był to dwudziesty start Norwegii na zimowych igrzyskach olimpijskich.

## Zdobyte medale
| Medal  | Zawodnik                                                          | Dyscyplina sportowa   | Konkurencja                    |
| ------ | ----------------------------------------------------------------- | --------------------- | ------------------------------ |
| Złoto  | Kjetil André Aamodt                                               | Narciarstwo alpejskie | Supergigant mężczyzn           |
| Złoto  | Lars Bystøl                                                       | Skoki narciarskie     | Skocznia normalna              |
| Srebro | Halvard Hanevold                                                  | Biathlon              | Sprint mężczyzn                |
| Srebro | Ole Einar Bjørndalen                                              | Biathlon              | Bieg pościgowy mężczyzn        |
| Srebro | Ole Einar Bjørndalen                                              | Biathlon              | Bieg indywidualny mężczyzn     |
| Srebro | Frode Estil                                                       | Biegi narciarskie     | Bieg łączony mężczyzn          |
| Srebro | Marit Bjørgen                                                     | Biegi narciarskie     | 10 km stylem klasycznym kobiet |
| Srebro | Tor Arne Hetland Jens Arne Svartedal                              | Biegi narciarskie     | Sprint drużynowy mężczyzn      |
| Srebro | Kari Traa                                                         | Narciarstwo dowolne   | Jazda po muldach kobiet        |
| Srebro | Magnus Moan                                                       | Kombinacja norweska   | Sprint                         |
| Brąz   | Frode Andresen                                                    | Biathlon              | Sprint mężczyzn                |
| Brąz   | Ole Einar Bjørndalen                                              | Biathlon              | Start masowy mężczyzn          |
| Brąz   | Halvard Hanevold                                                  | Biathlon              | Bieg indywidualny mężczyzn     |
| Brąz   | Hilde Gjermundshaug Pedersen                                      | Biegi narciarskie     | 10 km stylem klasycznym kobiet |
| Brąz   | Magnus Moan                                                       | Kombinacja norweska   | Gundersen                      |
| Brąz   | Roar Ljøkelsøy                                                    | Skoki narciarskie     | Skocznia normalna              |
| Brąz   | Lars Bystøl                                                       | Skoki narciarskie     | Skocznia duża                  |
| Brąz   | Lars Bystøl Bjørn Einar Romøren Tommy Ingebrigtsen Roar Ljøkelsøy | Skoki narciarskie     | Konkurs drużynowy              |
| Brąz   | Kjersti Buaas                                                     | Narciarstwo dowolne   | Halfpipe kobiet                |

## Wyniki reprezentantów Norwegii

### Biathlon
Mężczyźni
- Frode Andresen

sprint - 
bieg pościgowy - 6. miejsce
bieg masowy - 19. miejsce
bieg indywidualny - 15. miejsce
- Ole Einar Bjørndalen

sprint - 11. miejsce
bieg pościgowy - 
bieg masowy - 
bieg indywidualny - 
- Stian Eckhoff

sprint - 16. miejsce
bieg pościgowy - 21. miejsce
bieg indywidualny - 16. miejsce
- Halvard Hanevold

sprint - 
bieg pościgowy - 5. miejsce
bieg masowy - 7. miejsce
bieg indywidualny - 
- Emil Hegle Svendsen

bieg masowy - 6. miejsce
- Halvard Hanevold
Stian Eckhoff
Frode Andresen
Ole Einar Bjørndalen

sztafeta - 5. miejsce
Kobiety
- Gunn Margit Andreassen

bieg indywidualny - 60. miejsce
- Tora Berger

sprint - 23. miejsce
bieg pościgowy - 18. miejsce
bieg masowy - 25. miejsce
bieg indywidualny - 13. miejsce
- Gro Marit Istad-Kristiansen

sprint - 40. miejsce
bieg pościgowy - 40. miejsce
- Liv Grete Skjelbreid Poirée

sprint - 12. miejsce
bieg pościgowy - 6. miejsce
bieg masowy - 18. miejsce
bieg indywidualny - 9. miejsce
- Linda Grubben

sprint - 19. miejsce
bieg pościgowy - 15. miejsce
bieg masowy - 14. miejsce
bieg indywidualny - 50. miejsce
- Tora Berger
Liv Grete Skjelbreid Poirée
Gunn Margit Andreassen
Linda Grubben

sztafeta - 5. miejsce

### Biegi narciarskie
Mężczyźni
- Jan Egil Andresen

30km stylem łączonym - 27. miejsce
50km stylem dowolnym - 41. miejsce
- Anders Aukland

15km stylem klasycznym - 20. miejsce
30km stylem łączonym - 28. miejsce
- Frode Estil

15km stylem klasycznym - 16. miejsce
30km stylem łączonym - 
50km stylem dowolnym - 28. miejsce
- Tord Asle Gjerdalen

30km stylem łączonym - 18. miejsce
50km stylem dowolnym - 15. miejsce
- Tor Arne Hetland

sprint - 10. miejsce
50km stylem dowolnym - 33. miejsce
- Odd-Bjørn Hjelmeset

15km stylem klasycznym - 28. miejsce
- Jens Arne Svartedal

15km stylem klasycznym - 45. miejsce
- Ola Vigen Hattestad

sprint - 9. miejsce
- Trond Iversen

sprint - 17. miejsce
- Johan Kjølstad

sprint - 7. miejsce
- Jens Arne Svartedal
Odd-Bjørn Hjelmeset
Frode Estil
Tore Ruud Hofstad

sztafeta - 5. miejsce
- Tor Arne Hetland
Jens Arne Svartedal

sztafeta - 
Kobiety
- Marit Bjørgen

sprint - 18. miejsce
10km stylem klasycznym - 
15km stylem łączonym - DNF
- Ella Gjømle

sprint - 6. miejsce
30km stylem dowolnym - 29. miejsce
- Hilde Gjermundshaug Pedersen

sprint - 28. miejsce
10km stylem klasycznym - 
15km stylem łączonym - 10. miejsce
- Kristin Størmer Steira

10km stylem klasycznym - 4. miejsce
15km stylem łączonym - 4. miejsce
30km stylem dowolnym - 4. miejsce
- Kristin Mürer Stemland

10km stylem klasycznym - 12. miejsce
15km stylem łączonym - 19. miejsce
30km stylem dowolnym - 24. miejsce
- Kristin Størmer Steira
Hilde Gjermundshaug Pedersen
Kristin Mürer Stemland
Marit Bjørgen

sztafeta - 5. miejsce
- Marit Bjørgen
Ella Gjømle

sztafeta - 4. miejsce

### Curling
Mężczyźni
- Pål Trulsen, Lars Vågberg, Flemming Davanger, Bent Ånund Ramsfjell, Torger Nergård - 5. zwycięstw, 4. porażki - wynik końcowy - 5. miejsce

Kobiety
- Dordi Nordby, Marianne Haslum, Marianne Rørvik, Camilla Holth, Charlotte Hovring - 6. zwycięstw, 3. porażki - wynik końcowy - 4. miejsce

### Kombinacja norweska
Mężczyźni
- Kristian Hammer

Kombinacja indywidualna sprint - 28. miejsce
Kombinacja indywidualna - 35. miejsce
- Håvard Klemetsen

Kombinacja indywidualna sprint - 40. miejsce
Kombinacja indywidualna - 20. miejsce
- Magnus Moan

Kombinacja indywidualna sprint - 
Kombinacja indywidualna - 
- Petter Tande

Kombinacja indywidualna sprint - 6. miejsce
Kombinacja indywidualna - 4. miejsce
- Kristian Hammer
Håvard Klemetsen
Magnus Moan
Petter Tande

drużyna - DNS

### Łyżwiarstwo szybkie
Mężczyźni
- Petter Andersen

1000m - 18. miejsce
1500m - 7. miejsce
- Håvard Bøkko

1500m -DNF
- Eskil Ervik

5000m - 10. miejsce
10000m - 11. miejsce
- Mikael Flygind Larsen

1000m - 14. miejsce
1500m - 8. miejsce
- Øystein Grødum

5000m - 8. miejsce
10000m - 4. miejsce
- Lasse Sætre

5000m - 9. miejsce
10000m - 5. miejsce
- Even Wetten

1000m - 23. miejsce
1500m - 10. miejsce
- Eskil Ervik, Øystein Grødum, Lasse Sætre, Håvard Bøkko, Mikael Flygind Larsen

bieg drużynowy - 4. miejsce
Kobiety
- Annette Bjelkevik

1500m - 17. miejsce
3000m - 37. miejsce
- Hedvig Bjelkevik

1500m - 26. miejsce
- Maren Haugli

1500m - 19. miejsce
3000m - 15. miejsce
5000m - 8. miejsce
- Annette Bjelkevik, Hedvig Bjelkevik, Maren Haugli

bieg drużynowy - 7. miejsce

### Narciarstwo alpejskie
Mężczyźni
- Kjetil André Aamodt

zjazd - 4. miejsce
kombinacja - DNS
supergigant - 
- Hans Petter Buraas

slalom - DNF
- Kjetil Jansrud

slalomgigant - DNS
kombinacja - 10. miejsce
- Lasse Kjus

zjazd - 14. miejsce
supergigant - 14. miejsce
slalomgigant - 18. miejsce
kombinacja - DNF
- Lars Elton Myhre

slalom - DNF
- Bjarne Solbakken

zjazd - 29. miejsce
supergigant - 26. miejsce
slalomgigant - 20. miejsce
- Aksel Lund Svindal

zjazd - 21. miejsce
supergigant - 5. miejsce
slalomgigant - 6. miejsce
kombinacja - DNF
slalom - DNF

### Narciarstwo dowolne
Kobiety
- Ingrid Berntsen

jazda po muldach - 19. miejsce
- Kari Traa

jazda po muldach - 

### Skeleton
Kobiety
- Desirée Bjerke - 9. miejsce

### Skoki narciarskie
Mężczyźni
- Lars Bystøl

skocznia normalna - 
skocznia duża - 
- Roar Ljøkelsøy

skocznia normalna - 
skocznia duża - 4. miejsce
- Sigurd Pettersen

skocznia normalna - DSQ
skocznia duża - 24. miejsce
- Bjørn Einar Romøren

skocznia normalna - 15. miejsce
skocznia duża - 7. miejsce
- Lars Bystøl
Bjørn Einar Romøren
Tommy Ingebrigtsen
Roar Ljøkelsøy

turniej drużynowy - 

### Snowboard
Mężczyźni
- Fredrik Austbø

halfpipe - 38. miejsce
- Halvor Lunn

halfpipe - 30. miejsce
- Kim Christiansen

halfpipe - 41. miejsce
Kobiety
- Kjersti Buaas

halfpipe - 